# Le Héron

Le Héron este o comună în departamentul Seine-Maritime, Franța. În 1 ianuarie 2022 avea o populație de 250 de locuitori.